# Фральцова, Тамара Анатольевна
Тамара Анатольевна Фральцова (род. 2 апреля 1957 года, город Кемерово) — государственный и политический деятель. Депутат Государственной Думы четвёртого созыва, член фракции Единая Россия в Государственной думе IV созыва, первый заместитель председателя Комитета по делам женщин, семьи и детей.

## Биография
Тамара Анатольевна родилась 2 апреля в 1957 году, в городе Кемерово.
В 1979 году завершила обучение и получила диплом о высшем образовании Кемеровского государственного университета, по специальности преподаватель русского языка и литературы. В 2007 году окончила обучение в Дипломатической академии МИД России. Защитила кандидатскую диссертацию на тему «Организационно-педагогические условия становления районного образовательного округа», имеет учёную степень — кандидат педагогических наук.
В 1981 году начинает свою трудовую деятельность и на протяжении длительного времени работает в детских образовательных учреждениях. Сначала трудилась в детском саду, с 1990 года работает в должности заведующей учебной части кемеровской гимназии № 89, в 1992 году назначена на должность директора учебного заведения.
В 1996 году ей было предложено в Центральном районе города Кемерово возглавить отдел народного образования. На протяжении четырёх лет она работала в этой должности.
В 2000 году переходит трудиться в органы государственной власти Кемеровской области, назначена начальником департамента образования администрации Кемеровской области.
В декабре 2003 года на выборах депутатов государственной Думы четвёртого созыва избрана депутатом по Кемеровскому избирательному округу № 89. В Государственной Думе занимала должность первого заместителя председателя Комитета по делам женщин, семьи и детей. Член фракции Единая Россия в Государственной думе IV созыва. Срок полномочий завершился в 2007 году.
После окончания срока депутатских полномочий, в 2008 году переходит работать в структуры Министерства обороны Российской Федерации, назначена директором Московского кадетского корпуса Пансиона воспитанниц.
30 июня 2009 года переведена и назначена на должность заместителя начальника Главного управления кадров Минобороны РФ, руководитель департамента военного образования и науки. В этой должности проработала до 2012 года, после чего назначена на должность ректора Института повышения квалификации руководящих работников и специалистов топливно-энергетического комплекса Министерства энергетики РФ. Работала в этой должности до 2018 года.